# Hold Your Colour
Hold Your Colour ist das Debüt-Album der Drum-and-Bass-Band Pendulum. Es erschien im Jahr 2005 und wurde im Jahr 2007 von Breakbeat Kaos neu veröffentlicht. Das Album beinhaltet auch Beiträge anderer Sänger wie DJ Fresh, MC $pyda und der Band Freestylers.

## Veröffentlichung
Fünf Singles wurden produziert, unter anderem das Lied Slam, das als erste Single die UK Top 40 erreichte. Aufgrund der Popularität des Liedes Blood Sugar wurde es ebenfalls als Single veröffentlicht.

## Titelliste
1. Prelude – 0:52
2. Slam – 5:44
3. Plastic World – 6:21
4. Fasten Your Seatbelt – 6:37
5. Through the Loop – 6:13
6. Sounds of Life – 5:21
7. Girl in the Fire – 4:53
8. Tarantula – 5:31
9. Out Here – 6:07
10. Hold Your Colour – 5:28
11. The Terminal – 5:42
12. Streamline – 5:23
13. Another Planet – 7:38
14. Still Grey – 7:51

## Besetzung
Pendulum
Rob Swire – Gesang, Gitarre, Synthesizer, Rhodes, Songwriting, Produktion

Gareth McGrillen – Songwriting, Produktion

Paul Harding – Songwriting, Produktion

## Rezeption
Das Album bekam gute Kritiken aus Großbritannien und Australien und ist dort eines der meistverkauften Drum-and-Bass-Alben.
Das Lied Slam wurde in den Soundtrack von MotorStorm genommen, und der Remix des Songs "Hold Your Colour" wurde in den Soundtrack des Spieles FIFA Street 2 aufgenommen. Weitere Tracks sind auch in diversen Serien wie CSI: Miami zu hören.

## Kommerzieller Erfolg

### Chartplatzierungen
| ChartsChartplatzierungen     | Höchstplatzierung | Wochen |
| ---------------------------- | ----------------- | ------ |
| Vereinigtes Königreich (OCC) | 29 (37 Wo.)       | 37     |

### Auszeichnungen für Musikverkäufe
| Land/Region                  | Auszeichnungen für Musikverkäufe (Land/Region, Auszeichnung, Verkäufe) | Verkäufe |
| ---------------------------- | ---------------------------------------------------------------------- | -------- |
| Neuseeland (RMNZ)            | Gold                                                                   | 7.500    |
| Vereinigtes Königreich (BPI) | Platin                                                                 | 300.000  |
| Insgesamt                    | 1× Gold · 1× Platin ·                                                  | 307.500  |